# Tank Battles
Az 1988-as Tank Battles: The Songs of Hanns Eisler Dagmar Krause nagylemeze. Valójában összeállítás Hanns Eisler dalaiból. Krause angol és német szöveggel is felénekelte a dalokat, németül Panzerschlacht: Die Lieder von Hanns Eisler címen jelent meg.
1994-ben jelent meg az új kiadás a Voiceprint Records gondozásában, tíz bónuszdallal a német kiadásról.
Az album szerepel az 1001 lemez, amit hallanod kell, mielőtt meghalsz című könyvben.

## Az album dalai
|     | Cím                                                                                                  | Szerző(k)    | Hossz |
| --- | --- | ------------ | ----- |
| 1.  | Song of the Whitewash                                                                                | Hanns Eisler | 2:07  |
| 2.  | (I Read About) Tank Battles                                                                          | Hanns Eisler | 1:30  |
| 3.  | You Have to Pay                                                                                      | Hanns Eisler | 1:43  |
| 4.  | Chanson Allemande                                                                                    | Hanns Eisler | 1:20  |
| 5.  | Ballad of the Sackslingers                                                                           | Hanns Eisler | 3:24  |
| 6.  | Mother Beimlein                                                                                      | Hanns Eisler | 1:16  |
| 7.  | Perhaps Song                                                                                         | Hanns Eisler | 1:50  |
| 8.  | Lied von der Belebeden Wirkung des Geldes (The Song of the Invigorating Impact of Cash)              | Hanns Eisler | 4:32  |
| 9.  | Mankind                                                                                              | Hanns Eisler | 0:59  |
| 10. | Bettelied                                                                                            | Hanns Eisler | 1:27  |
| 11. | Song of a German Mother                                                                              | Hanns Eisler | 2:31  |
| 12. | Change the World - It Needs It                                                                       | Hanns Eisler | 2:07  |
| 13. | Bankenlied (Banking Song)                                                                            | Hanns Eisler | 2:59  |
| 14. | Legende von der Entstehung des Buches Taoteking (Legend of the Origin of the Book of the Taote King) | Hanns Eisler | 6:43  |
| 15. | Balad of (Bourgoise) Welfare                                                                         | Hanns Eisler | 2:53  |
| 16. | Mother's Hands                                                                                       | Hanns Eisler | 2:02  |
| 17. | Berlin 1919                                                                                          | Hanns Eisler | 2:30  |
| 18. | And I Shall Never See Again                                                                          | Hanns Eisler | 1:52  |
| 19. | Genevieve: Ostern ist Ein Ball sur Seine (Genevieve: Easter There is a Ball on the Seine)            | Hanns Eisler | 1:05  |
| 20. | Wise Woman and the Soldier                                                                           | Hanns Eisler | 3:43  |
| 21. | Failure in Loving                                                                                    | Hanns Eisler | 1:04  |
| 22. | Endlich Stirbt                                                                                       | Hanns Eisler | 1:12  |
| 23. | Rat Men Nightmare                                                                                    | Hanns Eisler | 1:18  |
| 24. | Homecoming                                                                                           | Hanns Eisler | 1:34  |
| 25. | Trenches                                                                                             | Hanns Eisler | 3:44  |
| 26. | To a Little Radio                                                                                    | Hanns Eisler | 1:05  |

## Közreműködők
- Dagmar Krause – ének
- Alexander Bălănescu – brácsa
- Steve Berry – nagybőgő
- Michael Blair – ütőhangszerek
- Lindsay Cooper – fagott
- Andrew Dodge – billentyűk
- Phil Edwards – szaxofon
- John Harle – szaxofon
- Sarah Homer – klarinét
- John Leonard – fagott
- Ian Mitchell – klarinét
- Bruce Nockles – trombita
- Ashley Slater – tuba
- Steve Sterling – kürt
- Graeme Taylor – gitár, bendzsó
- Gertrude Thoma – ének
- Danny Thompson – nagybőgő
- John Tilbury – billentyűk

## Fordítás
Ez a szócikk részben vagy egészben a Tank Battles című angol Wikipédia-szócikk ezen változatának fordításán alapul.  Az eredeti cikk szerkesztőit annak laptörténete sorolja fel. Ez a jelzés csupán a megfogalmazás eredetét és a szerzői jogokat jelzi, nem szolgál a cikkben szereplő információk forrásmegjelöléseként.